# Bantustan

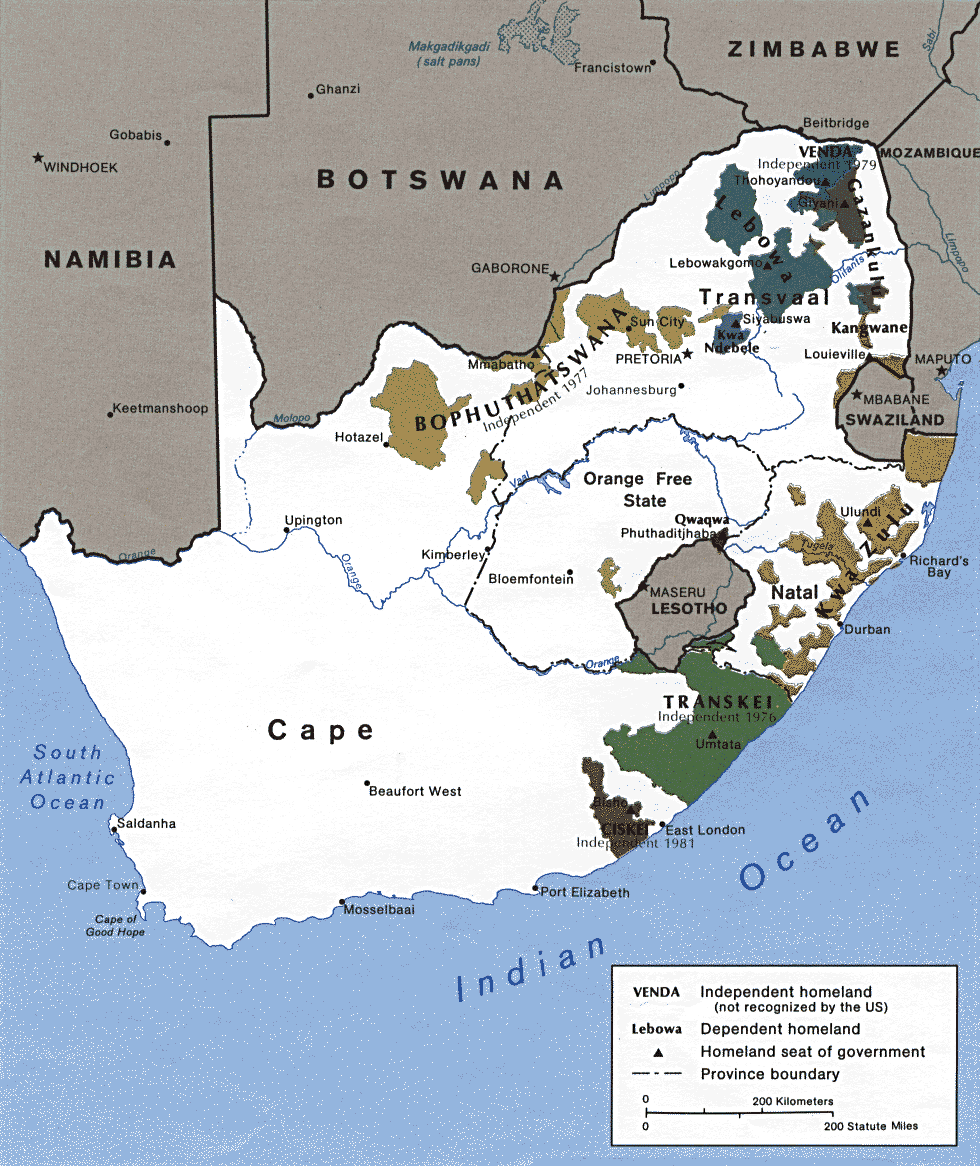
Mappa delle homeland nere nel Sudafrica del 1986

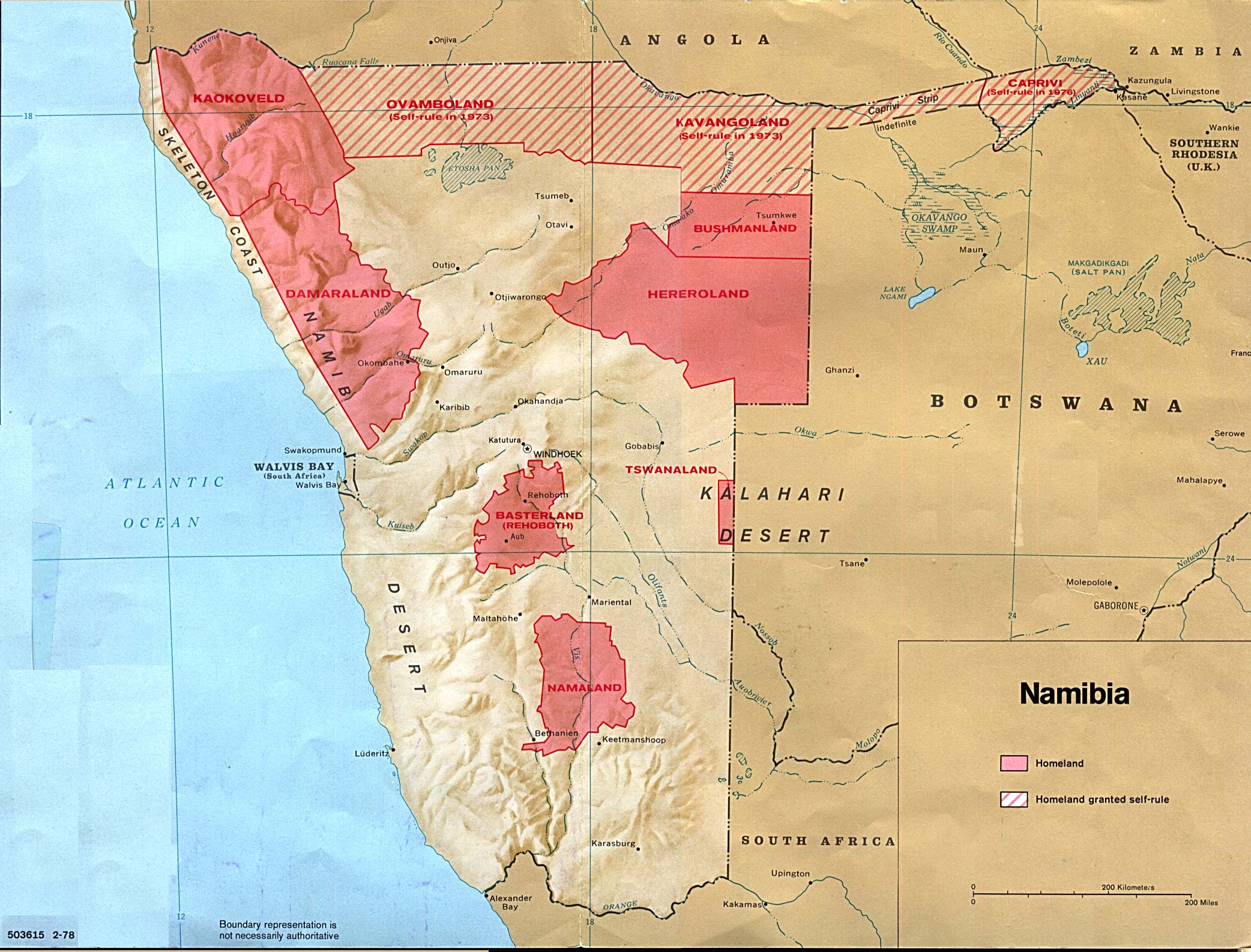
Mappa delle homeland nere nella Namibia del 1978

Un bantustan era un territorio del Sudafrica o della Namibia assegnato alle etnie nere dal governo sudafricano nell'epoca dell'apartheid.

## Etimologia
La parola fu usata per la prima volta nei tardi anni quaranta e deriva da bantu, che significa "gente", "popolo" nelle lingue bantu e -stan, che significa "terra" in persiano. Il termine ufficiale usato dal governo bianco era homeland ("terra natìa" in inglese, corrispondente all'afrikaans tuisland); "bantustan" veniva generalmente usata in senso peggiorativo dai critici dell'apartheid, ed è rimasto come termine più comune.
Negli anni del regime dell'apartheid, voluto dal National Party allora al governo, le diverse etnie nere furono costrette a trasferirsi nei bantustan loro assegnati e le loro possibilità di spostarsi sul territorio sudafricano furono fortemente limitate. I bantustan erano ufficialmente regioni autogovernate, ma di fatto erano dipendenti dall'autorità del governo sudafricano bianco.

## Storia dei bantustan
Già da molto prima dell'ascesa del National Party, in particolare nel 1913 e nel 1936, i governi sudafricani avevano stabilito "riserve" per le etnie nere, con l'intento di segregarle dai bianchi. Quando il National Party salì al governo, nel 1948, il ministro per gli "affari nativi" Hendrik Frensch Verwoerd riprese queste iniziative, introducendo una serie di misure che avevano lo scopo di assicurare che i bianchi africani costituissero la maggioranza demografica nel Paese.
Ufficialmente, Verwoerd sosteneva che i bantustan erano le "terre natìe" (homeland) dei popoli neri a cui erano assegnati. Nel 1951 il governo di Daniel François Malan ufficializzò i bantustan con il Bantu Authorities Act. I bantustan costituivano circa il 13% del territorio sudafricano. I capi tribali locali furono costretti a governare sui bantustan, e quelli che si opposero furono deposti e sostituiti con la forza. Nel tempo nei bantustan emersero élite di neri che avevano interessi finanziari nel mantenimento di questo sistema, e che contribuirono a consolidarlo, sebbene il loro potere fosse quasi completamente dipendente dal supporto del governo sudafricano bianco.
Il ruolo delle homeland fu esteso nel 1959 con il Bantu Self-Government Act, che stabilì il principio dello "Sviluppo Separato" (Separate Development), che includeva quello dell'autogoverno dei bantustan. Contemporaneamente, i neri persero i pochi diritti che ancora potevano vantare nel Sudafrica, e venne cancellato qualsiasi residuo della loro "cittadinanza" sudafricana. Il processo fu completato dal Black Homelands Citizenship Act del 1970, per cui tutti gli ex cittadini neri del Sudafrica divennero automaticamente cittadini del loro bantustan di appartenenza (in funzione del loro gruppo etnico), a prescindere dal fatto che vi avessero mai effettivamente messo piede. Tra l'altro le basi sulle quali venne stabilita l'appartenenza "etnica" dei cittadini neri furono largamente arbitrarie, soprattutto nel caso dei moltissimi neri di sangue misto (per esempio i "cape coloured"). Seguì un periodo di trasferimento coatto dei neri nella loro "homeland", con circa 3,5 milioni di persone espulse dalle loro abitazioni fra gli anni sessanta, settanta e ottanta.
Il governo fu esplicito nel dichiarare che l'intento ultimo dello Sviluppo Separato era l'espulsione di tutti i neri dal Sudafrica. Come disse il ministro Connie Mulder il 7 febbraio 1978:
Tuttavia questo obiettivo non fu mai raggiunto. Nel momento di "massima segregazione" solo il 55% dei neri sudafricani viveva stabilmente nei bantustan. Gli altri, esclusi comunque dalle città bianche dal sistema di leggi dell'apartheid, si stabilirono nelle cosiddette township, le baraccopoli ai margini degli insediamenti bianchi. Uno dei motivi per cui questo venne tollerato fu che l'economia sudafricana era in larga misura dipendente dalla forza lavoro nera.
Il primo bantustan a ottenere l'indipendenza fu il Transkei, nel 1976. Fuori dal Sudafrica nessun altro stato riconobbe formalmente i bantustan, sebbene qualche paese (Israele e Taiwan) abbia intrattenuto con alcuni di essi rapporti informali e commerciali. I territori dei bantustan erano frammentati in numerose enclavi, con confini tracciati secondo principi spesso piuttosto macchinosi. In un caso un'ambasciata sudafricana, sita nel bantustan di Bophuthatswana, dovette essere spostata perché ci si accorse che era stata erroneamente costruita su territorio formalmente sudafricano.
Questo sistema fu esteso dal governo sudafricano anche all'Africa del Sudovest (oggi Namibia), dove furono creati dieci bantustan.

## Vita nei bantustan
I bantustan erano tutti estremamente poveri. Uno dei motivi di questa povertà era che il governo sudafricano aveva deliberatamente tracciato i confini delle homeland in modo da escludere le zone in cui si trovavano risorse naturali o industrie. La disoccupazione era altissima. La principale fonte di denaro era costituita da casinò (in maniera analoga ai casinò delle riserve indiane americane) e locali per adulti, frequentati talvolta anche da bianchi, che il governo sudafricano aveva vietato come "immorali" sul proprio territorio. Il potere delle élite nere dei bantustan era fondato soprattutto su queste entrate; furono costruiti in questo periodo luoghi come Sun City, la "Las Vegas" del bantustan Bophuthatswana.
Tuttavia, i bantustan sopravvivevano soprattutto grazie ai sussidi inviati dal governo sudafricano (per esempio, le donazioni da Pretoria costituivano l'85% delle entrate del Transkei alla metà degli anni ottanta). La corruzione dei governi dei bantustan faceva sì che questi sussidi non avessero alcun effetto benefico sulla qualità della vita della popolazione. La maggior parte degli abitanti dei bantustan erano costretti a cercare lavoro come "ospiti" nel territorio del Sudafrica. Non sorprende che la popolazione delle township non vedesse di buon occhio i bantustan, pur vivendo in condizioni altrettanto povere (e avendo in ogni caso perso praticamente qualsiasi diritto a causa della loro appartenenza formale a qualche bantustan).

## Dopo il 1994
Il 27 aprile 1994, con la caduta del regime dell'apartheid, i bantustan cessarono di esistere e vennero gradualmente reincorporati nella Repubblica del Sudafrica. Questo processo fu, per ovvi motivi, una delle massime priorità del programma di riforme dell'African National Congress e fu in larga misura pacifico, sebbene alcune delle élite nere dei bantustan opponessero qualche resistenza. Particolarmente difficile fu lo scioglimento dei bantustan di Bophuthatswana e Ciskei, che richiese l'intervento delle forze di sicurezza sudafricane nel marzo 1994. Nel primo il leader Lucas Mangope, per mantenere il proprio potere, all'inizio accettò l'alleanza, conclusasi con aspri scontri e uccisioni, con i bianchi estremisti dell'Afrikaner Weerstandsbeweging.

## Elenco di bantustan
Di seguito viene indicato un elenco dei bantustan del Sudafrica con i gruppi etnici corrispondenti. Quattro di essi erano formalmente indipendenti (Transkei, Venda, Bophuthatswana e Ciskei); gli altri avevano un autogoverno limitato. Furono creati dei bantustan anche nel territorio dell'attuale Namibia: i bantustan nell'Africa del Sud-Ovest.
- Transkei (Xhosa), indipendente dal 26 ottobre 1976 al 27 aprile 1994
- Bophuthatswana (Tswana), indipendente dal 6 dicembre 1977 al 27 aprile 1994
- Venda (Venda), indipendente dal 13 settembre 1979 al 27 aprile 1994
- Ciskei (Xhosa), indipendente dal 4 dicembre 1981 al 27 aprile 1994
- Gazankulu (Shangaan)
- KaNgwane (Swazi)
- KwaNdebele (Ndebele)
- KwaZulu (Zulu)
- Lebowa (Sotho del Nord)
- QwaQwa (Sotho del Sud)

Il primo bantustan fu il Transkei, sotto la guida di Chief Kaizer Daliwonga Matanzima, nella Provincia del Capo. Il più noto è probabilmente il KwaZulu, sotto la guida del capo Zulu Mangosuthu Buthelezi, oggi parte della provincia di KwaZulu-Natal. Il Lesotho e lo Swaziland non erano bantustan, ma paesi indipendenti, derivati da protettorati britannici. Sono tuttora stati sovrani, sebbene largamente dipendenti dal Sudafrica sul piano economico e politico.